# Троїцька сільська рада (Петропавлівський район)
| Троїцька сільська рада — орган місцевого самоврядування у Петропавлівському районі Дніпропетровської області з адміністративним центром у c. Троїцьке. Сільській раді підпорядковані населені пункти: - c. Троїцьке |

## Склад ради
Рада складається з 14 депутатів та голови.

## Керівний склад сільської ради
| ПІБ                       | Основні відомості                                                         | Дата обрання | Дата звільнення |
| ------------------------- | ------------------------------------------------------------------------- | ------------ | --------------- |
| Макогон Олена Анатоліївна | Сільський голова, 1972 року народження, освіта вища, член Партії регіонів | 31.10.2010   |                 |
| Макогон Олена Анатоліївна | Сільський голова, 1972 року народження, освіта вища, безпартійна          | 25.10.2015   |                 |

Примітка: таблиця складена за даними джерела